# 아바레스트
아바레스트(영어: Arbalest, 일본어: アーバレスト)는 카토 쇼지의 소설 《풀 메탈 패닉!》에 등장하는 가공의 인간형 병기이다. 람다 드라이버를 탑재한 최신형 암 슬레이브이다.

## 같이 보기
- 풀 메탈 패닉!
- 암 슬레이브